# Diocesi di Berhampur
La diocesi di Berhampur (in latino Dioecesis Berhampurensis) è una sede della Chiesa cattolica in India suffraganea dell'arcidiocesi di Cuttack-Bhubaneswar. Nel 2022 contava 71.288 battezzati su 4.787.769 abitanti. È retta dal vescovo Sarat Chandra Nayak.

## Territorio
La diocesi comprende i distretti di Ganjam e di Gajapati nello stato di Orissa, in India.
Sede vescovile è la città di Berhampur, dove si trova la cattedrale di Maria Regina delle Missioni.
Il territorio si estende su 12.531 km² ed è suddiviso in 26 parrocchie.

## Storia
La diocesi è stata eretta il 24 gennaio 1974 con la bolla Verba Iesu Christi di papa Paolo VI, ricavandone il territorio dalla diocesi di Cuttack, contestualmente elevata al rango di sede metropolitana con il nome di Cuttack-Bhubaneswar, e dalla diocesi di Visakhapatnam (oggi arcidiocesi).
L'11 aprile 2016 ha ceduto una porzione di territorio a vantaggio dell'erezione della diocesi di Rayagada.

## Cronotassi dei vescovi
Si omettono i periodi di sede vacante non superiori ai 2 anni o non storicamente accertati.
- Thomas Thiruthalil, C.M. (24 gennaio 1974 - 18 dicembre 1989 nominato vescovo di Balasore)
  - Sede vacante (1989-1993)
- Joseph Das † (3 maggio 1993 - 27 novembre 2006 ritirato)
- Sarat Chandra Nayak, dal 27 novembre 2006

## Statistiche
La diocesi nel 2022 su una popolazione di 4.787.769 persone contava 71.288 battezzati, corrispondenti all'1,5% del totale.
| anno | popolazione | popolazione | popolazione | presbiteri | presbiteri | presbiteri | presbiteri                | diaconi | religiosi | religiosi | parrocchie |
| anno | battezzati  | totale      | %           | numero     | secolari   | regolari   | battezzati per presbitero | diaconi | uomini    | donne     | parrocchie |
| ---- | ----------- | ----------- | ----------- | ---------- | ---------- | ---------- | ------------------------- | ------- | --------- | --------- | ---------- |
| 1980 | 30.009      | 6.098.000   | 0,5         | 41         | 4          | 37         | 731                       |         | 57        | 80        | 20         |
| 1990 | 41.877      | 6.667.122   | 0,6         | 51         | 13         | 38         | 821                       |         | 65        | 153       | 22         |
| 1999 | 86.400      | 7.735.007   | 1,1         | 98         | 47         | 51         | 881                       |         | 74        | 165       | 68         |
| 2000 | 86.474      | 7.835.007   | 1,1         | 92         | 45         | 47         | 939                       |         | 77        | 176       | 86         |
| 2001 | 86.474      | 7.835.007   | 1,1         | 99         | 52         | 47         | 873                       |         | 77        | 176       | 86         |
| 2002 | 91.390      | 7.835.007   | 1,2         | 107        | 56         | 51         | 854                       |         | 83        | 176       | 46         |
| 2003 | 98.500      | 7.751.300   | 1,3         | 112        | 58         | 54         | 879                       |         | 82        | 183       | 45         |
| 2004 | 100.800     | 7.751.300   | 1,3         | 116        | 61         | 55         | 868                       |         | 83        | 185       | 47         |
| 2006 | 107.378     | 8.374.006   | 1,3         | 126        | 68         | 58         | 852                       |         | 77        | 190       | 49         |
| 2012 | 125.241     | 9.161.000   | 1,4         | 132        | 66         | 66         | 948                       |         | 141       | 233       | 43         |
| 2015 | 130.524     | 9.708.828   | 1,3         | 126        | 65         | 61         | 1.035                     |         | 127       | 268       | 46         |
| 2016 | 69.308      | 3.679.472   | 1,8         | 88         | 42         | 46         | 787                       |         | 52        | 109       | 23         |
| 2018 | 71.549      | 4.443.342   | 1,6         | 89         | 37         | 52         | 803                       |         | 102       | 183       | 25         |
| 2020 | 69.765      | 4.553.421   | 1,5         | 96         | 41         | 55         | 726                       |         | 96        | 189       | 26         |
| 2022 | 71.288      | 4.787.769   | 1,5         | 104        | 39         | 65         | 685                       |         | 113       | 199       | 26         |